# アンボー
アンボー (Hunbaut) はアーサー王物語に登場する円卓の騎士の一人。逸名作者が13世紀後半に著した『アンボー』に登場する。物語によると、アーサー王がカルリオンに滞在中だった5月末に、しばらく宮廷を留守にしていたアンボーが帰還する。アンボーが訪れた国々の中で、群島に誰の支配も受けない傲慢な王がいると聞いたアーサー王は、この王に臣従の礼を取らせるべくゴーヴァン（ガウェイン）を使者として送る。この様子を見届けていたアンボーは、アーサー王の許しを得てゴーヴァンに合流し、そのお供を引き受ける。